# Spišské Tomášovce
Spišské Tomášovce (bis 1927 „Tomášovce“; deutsch Tomsdorf, ungarisch Szepestamásfalva – bis 1902 Tamásfalu) ist eine Gemeinde in der Ostslowakei westlich von Spišská Nová Ves.

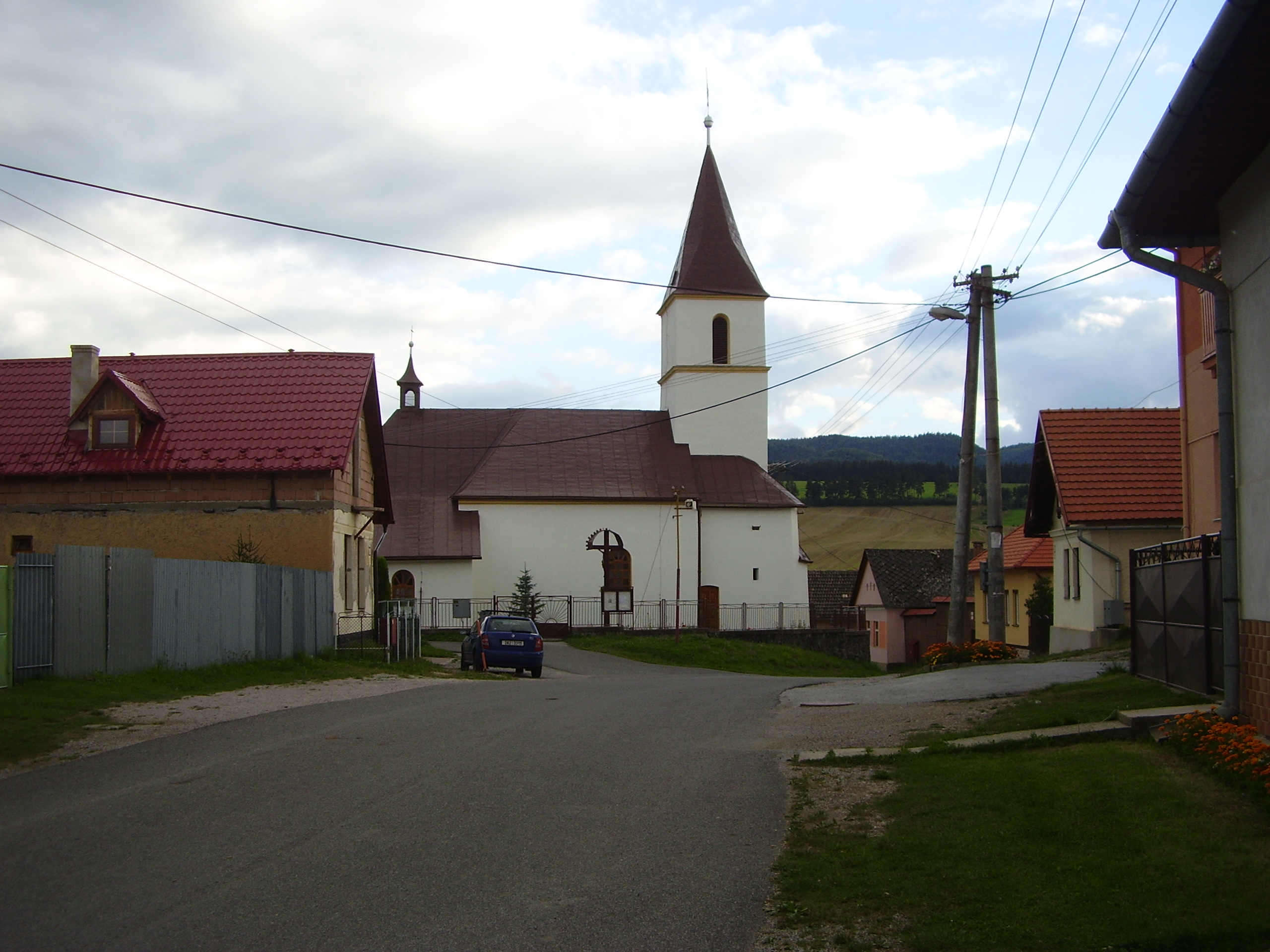
Kirche im Ort

Sie besteht aus dem Hauptort Spišské Tomášovce („Tomsdorf“) sowie dem 1924 eingemeindeten Ort Hadušovce („Hädersdorf“).
1229 wurde der Ort als Villa Thome zum ersten Mal urkundlich erwähnt.

## Bevölkerung
| Jahr                | 1994 | 2004     | 2014  | 2024     |
| ------------------- | ---- | -------- | ----- | -------- |
| Anzahl der Personen | 1316 | 1580     | 1896  | 2241     |
| Unterschied         |      | +20,06 % | +20 % | +18,19 % |

| Jahr                | 2023 | 2024    |
| ------------------- | ---- | ------- |
| Anzahl der Personen | 2208 | 2241    |
| Unterschied         |      | +1,49 % |